# Скіповий живильник

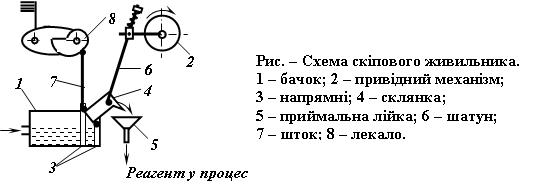

Скіповий живильник — живильник реагентний для дозування рідин.
Автоматизований скіповий живильник АКПР-1 (рис.) дозує реагент склянкою 4, яку привідний кривошипно-шатунний механізм 2 переміщує зворотно-поступально по напрямним 3. При русі униз склянка занурююється у бачок 1 з реагентом, при русі угору склянка ковзає по криволінійній дільниці напрямних, нахиляється і зливає у прийомну лійку 5 порцію реагенту. Кут нахилу склянки, і, отже, доза реагенту, регулюється довжиною шатуна 6 приводного механізму і довжиною штока 7, який упирається у лекало 8 вбудоване у виконавчий механізм.
За аналогічним принципом дії здійснюється дозування реагентів живильником АКПР-2. Порція реагенту при використанні скіпового живильника ППЕМ-1176 залежить від числа ходів скіпа за одиницю часу.